# Ga Hòa Hưng (Đường sắt đô thị Thành phố Hồ Chí Minh)
Ga Hòa Hưng là một trong các nhà ga của Tuyến đường sắt đô thị Khu đô thị Tây Bắc - Thủ Thiêm nằm tại quận 3 và quận 10, Thành phố Hồ Chí Minh.
Nhà ga nằm trên đường Cách Mạng Tháng Tám, phía nam ga xe lửa Sài Gòn.

## Bố trí ga

### Tuyến 2
| G                    | Mặt đất                         | Lối vào/Lối ra                                                                      |
| B1 Tầng trung chuyển | Tầng 1                          | Khu bán vé, khu thương mại, khu bộ phận kỹ thuật, khu cổng ra vào và cổng kiểm soát |
| B2 Tầng ke ga        | Ke ga 1                         | ← L2 Tuyến 2 đi Lê Thị Riêng (Hướng đi Củ Chi) (giai đoạn 1, đang thi công)         |
| B2 Tầng ke ga        | Ke ga đảo, cửa sẽ mở ở bên trái |                                                                                     |
| B2 Tầng ke ga        | Ke ga 2                         | → L2 Tuyến 2 đi Dân Chủ (Hướng đi Thủ Thiêm) (giai đoạn 1, đang thi công) →         |